# Congrès antisémitique de Bucarest
Le Congrès antisémitique de Bucarest, également appelé Congrès antisémitique roumano-européen, est un congrès international qui s'est tenu à Bucarest, capitale du Royaume de Roumanie, du 7 au 9 septembre 1886, ou du 26 au 28 août 1886 selon le calendrier julien alors en usage en Roumanie.

## Histoire
Totalement indépendante depuis le traité de Berlin de 1878 et érigée en royaume en 1881, la Roumanie est depuis plusieurs décennies le théâtre de discriminations et de persécutions antijuives. Le gouvernement mené par le libéral Ion Brătianu fait perdurer cette situation afin de détourner la colère de ses administrés vers un bouc émissaire habituel.

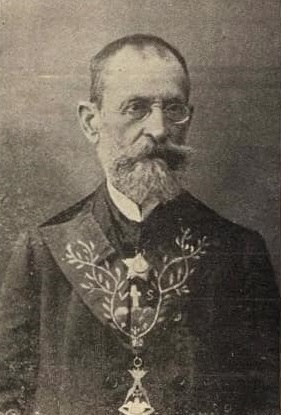
, promoteur du congrès.

C'est dans ce contexte qu'un « congrès antisémitique roumano-européen », qui doit s'ouvrir le 26 août (ancien style) 1886 à Bucarest, est annoncé par le Veteranul, journal dirigé par le capitaine en retraite Constantin Moroiu (d), personnalité de premier plan de la franc-maçonnerie roumaine. Plusieurs orateurs antisémites étrangers sont attendus. Parmi ces invités, on trouve le polémiste français Édouard Drumont, qui vient d'accéder à la célébrité dans son pays avec son livre La France juive, ainsi que le député allemand Adolf Stoecker et son homologue hongrois Győző Istóczy (en), qui avaient compté parmi les principaux orateurs du Congrès international antijuif de Dresde en 1882.
Ces trois « têtes d'affiche » ne seront finalement pas présentes au congrès. Dans une lettre adressée à Moroiu, Drumont explique son absence par la préparation d'un nouvel ouvrage, La France juive devant l'opinion, et annonce qu'il sera remplacé par Jacques de Biez, qui vient de publier La Question juive.
Malgré les critiques désapprobatrices de certains journaux de gauche, comme le Românul (en), le gouvernement de Brătianu soutient l'événement en lui accordant gratuitement la salle de l'Athénée de Bucarest. Il ne s'agit pas de la salle actuelle de l'Athénée roumain, dont la première pierre sera posée quelques semaines plus tard, mais vraisemblablement de l'ancienne salle de l'Athénée, située dans la maison de Costache Ghica, à côté du parc Cișmigiu, à l'emplacement de l'actuelle place Valter Mărăcineanu. Selon le correspondant d'un journal français, cette salle s'avérera bien trop grande et restera à moitié vide pendant les trois jours du congrès, malgré la présence de policiers en civil placés sous les ordres du préfet de police Moruzi.
Le premier jour du congrès, le Français Jacques de Biez et les Hongrois Ferenc Komlóssy (d) et Ádám Petrovay sont nommés au bureau, présidé par Moroiu. Sur la proposition de ce dernier, Eduard Gherghel (d), sénateur du județ de Dorohoi (Moldavie occidentale) et membre de la majorité gouvernementale, est nommé président d'honneur du congrès.
Dans son discours, le délégué français se désolidarise de certains de ses compatriotes, comme Armand Lévy, agressé quelques mois plus tôt dans la capitale roumaine où il était venu défendre les droits des Juifs, ou encore l'ancien ministre William Waddington, qui représentait la France au Congrès de Berlin en 1878. Tout en reconnaissant l'indépendance de la Roumanie, les puissances représentées à Berlin avaient en effet imposé une modification de l'article 7 de sa Constitution afin d'étendre les droits civiques, alors réservés aux chrétiens orthodoxes, aux Roumains de confessions différentes. De Biez annonce également que les antisémites français organiseront le prochain congrès antisémitique à Paris.
| |  |
| Le symbole de l'Alliance anti-israélite universelle (à gauche), détournant celui de l'Alliance israélite universelle (à droite). |  |

Le deuxième jour, les congressistes fondent une organisation internationale, que De Biez a proposé de baptiser « Alliance anti-israélite universelle », en opposition à l'Alliance israélite universelle. L'idée avait déjà été émise quatre ans plus tôt par Ernst Henrici lors d'un meeting berlinois puis reprise par Győző Istóczy (en) à l'occasion du congrès de Dresde.
Tout en adoptant les résolutions du congrès de Dresde, les congressistes de Bucarest se montrent plus extrémistes que leurs prédécesseurs, car ils préconisent, à terme, l'expulsion des Juifs, qu'ils jugent « indignes de rester plus longtemps en Europe au milieu des peuples ». Dans l'attente de cet objectif final, ils recommandent de refuser aux Juifs tout emploi public et de boycotter systématiquement leurs entreprises.
Après la clôture du congrès, De Biez poursuit son séjour en Roumanie en participant à un autre congrès antisémitique, organisé le 12 septembre à Craiova, qui se termine par de violentes scènes de pogrom dans le quartier juif de la ville.
Les retombées du congrès de Bucarest resteront très limitées et l'Alliance anti-israélite universelle aura peu de succès en dehors de la Roumanie. Officiellement rattachée à cette organisation internationale, la Ligue nationale anti-sémitique de France, fondée trois ans plus tard par Drumont, De Biez et Millot, n'aura qu'une existence éphémère, cessant toute activité après 1890.
Le congrès international antisémitique de 1887, que De Biez avait proposé d'organiser à Paris, n'a finalement pas eu lieu.

## Participants notables
- Jacques de Biez, homme de lettres français[7]
- Dimitrie Butculescu (d), député roumain[13],[14]
- Eduard Gherghel (d), sénateur roumain[7]
- comte de Klebelsberg[13]
- Ferenc Komlóssy (d), prêtre et député hongrois[7]
- Negescu, professeur à Ploiești[14]
- Elefterie Petrescu (d), pope à Craiova[8]
- Ádám Petrovay, propriétaire hongrois[7]
- Polihroniade, journaliste roumain, rédacteur en chef du journal Deşteptarea (L’Éveil)[7]